# Grazac (Haute-Garonne)
Grazac település Franciaországban, Haute-Garonne megyében. Lakosainak száma 792 fő (2022. január 1.). Grazac Auterive, Caujac, Esperce és Mauressac községekkel határos.

## Népesség
A település népességének változása:
| Lakosok száma | 125  | 210  | 366  | 496  | 535  | 561  | 587  | 691  | 743  | 792  |
|               | 1968 | 1982 | 1990 | 2006 | 2013 | 2015 | 2017 | 2019 | 2020 | 2022 |